# Matheus Rossetto
Matheus Rossetto (Santo Amaro da Imperatriz, 1996. június 3. –) brazil labdarúgó, a Fortaleza középpályása.

## Pályafutása
Rossetto a brazíliai Santo Amaro da Imperatriz községben született. Az ifjúsági pályafutását az Athletico Paranaense akadémiájánál kezdte.
2016-ban mutatkozott be az Atlético Paranaense felnőtt keretében. 2016-ban a Ferroviária csapatát erősítette kölcsönben. 2020. február 3-án négyéves szerződést kötött az Atlanta United együttesével. Először a 2020. március 8-ai, Cincinnati ellen 2–1-re megnyert mérkőzés 67. percében, Pity Martínez cseréjeként lépett pályára. Első gólját 2023. március 5-én, a Toronto ellen hazai pályán 1–1-es döntetlennel zárult találkozón szerezte meg. 2024. február 23-án a Fortaleza szerződtette.

## Statisztikák
2024. augusztus 15. szerint
| Klub           | Szezon   | Osztály               | Bajnokság | Bajnokság | Kupa  | Kupa | Nemzetközi | Nemzetközi | Összesen | Összesen |
| Klub           | Szezon   | Osztály               | Meccs     | Gól       | Meccs | Gól  | Meccs      | Gól        | Meccs    | Gól      |
| -------------- | -------- | --------------------- | --------- | --------- | ----- | ---- | ---------- | ---------- | -------- | -------- |
| Atlanta United | 2020     | MLS                   | 15        | 0         | 0     | 0    | 2          | 0          | 17       | 0        |
| Atlanta United | 2021     | MLS                   | 22        | 0         | 0     | 0    | —          | —          | 22       | 0        |
| Atlanta United | 2022     | MLS                   | 24        | 0         | 1     | 0    | —          | —          | 25       | 0        |
| Atlanta United | 2023     | MLS                   | 32        | 1         | 0     | 0    | 2          | 0          | 34       | 1        |
| Fortaleza      | 2024     | Campeonato Brasileiro | 11        | 0         | 7     | 0    | 4          | 0          | 22       | 0        |
| Összesen       | Összesen | Összesen              | 104       | 1         | 8     | 0    | 8          | 0          | 120      | 1        |